# Memecylon ruptile
Memecylon ruptile är en tvåhjärtbladig växtart som beskrevs av Kåre Bremer. Memecylon ruptile ingår i släktet Memecylon och familjen Melastomataceae. Inga underarter finns listade i Catalogue of Life.